# Ле-Тюэ-д’Уазон
Ле-Тюэ-д'Уазон (Le Thuit de l'Oison с фр. — «Три Озера») — новая коммуна на севере Франции, регион Нормандия, департамент Эр, округ Берне, кантон Гран-Буртерульд. Расположена в 36 км к северо-востоку от Берне и к 29 км к юго-западу от Руана.
Население (2018) — 3 670 человек.

## История
Коммуна образована 1 января 2016 года путем слияния трех коммун: 
- Ле-Тюэ-Анже
- Ле-Тюэ-Симе
- Ле-Тюэ-Синьоль

Центром коммуны является Ле-Тюэ-Синьоль. От нее к новой коммуне перешли почтовый индекс и код INSEE. На картах в качестве координат Ле-Тюэ-д'Уазон указываются координаты Ле-Тюэ-Синьоль.

## Достопримечательности
- Церковь Святого Уана в Ле-Тюэ-Синьоль
- Шато Боск-Фере XVIII века

## Экономика
Структура занятости населения:
- сельское хозяйство — 4,5 %
- промышленность — 20,7 %
- строительство — 23,1 %
- торговля, транспорт и сфера услуг — 26,7 %
- государственные и муниципальные службы — 25,0 %

Уровень безработицы (2017) — 8,5 % (Франция в целом — 13,4 %, департамент Эр — 13,4 %). 

Среднегодовой доход на 1 человека, евро (2018) — 24 240 (Франция в целом — 21 730, департамент Эр — 21 700).

## Администрация
Первым мэром Ле-Тюэ-д'Уазон с 1 января 2016 года избран  Жильбер Дубе (Gilbert Doubet), до этого бывший мэром коммуны Ле-Тюэ-Синьоль. На муниципальных выборах 2020 года возглавляемый им список победил в 1-м туре, получив 65,40 % голосов.
| Период | Период | Фамилия      | Партия | Примечания |
| ------ | ------ | ------------ | ------ | ---------- |
| 2016   |        | Жильбер Дубе |        | инженер    |